# Västra Nylands bataljon

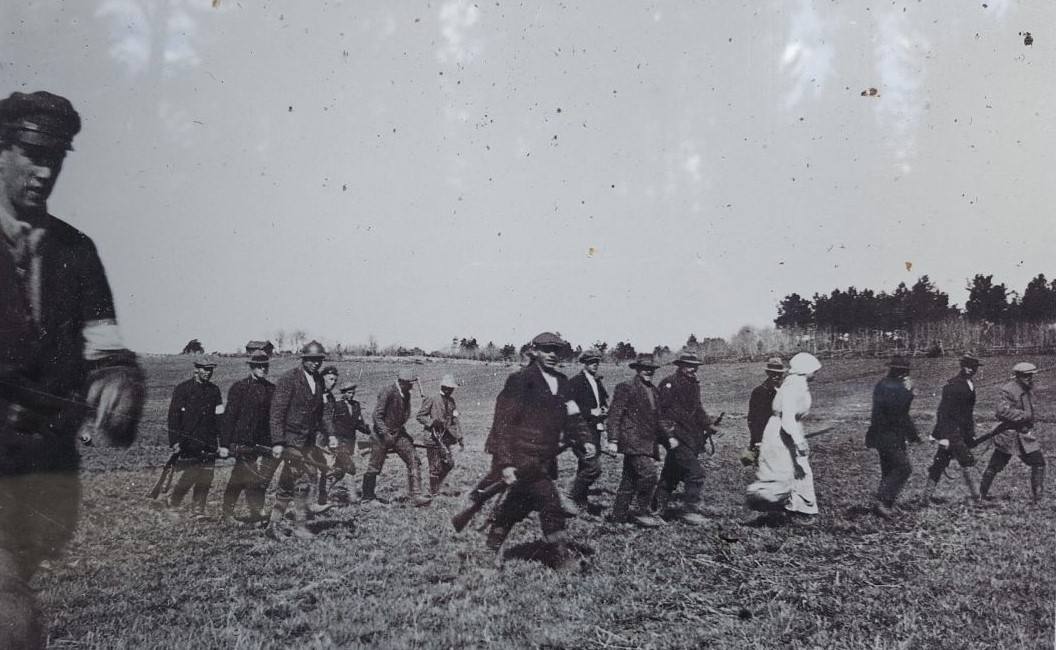
Fångar förs bort vid avrättningarna vid Västra Nylands bataljons högkvarter i Västankvarn, maj 1918

Västra Nylands bataljon (finska: Länsi-Uudenmaan pataljoona) var en skyddskår med frivilliga på den vita sidan, som sattes upp vid slutet av Finska inbördeskriget under andra hälften av april 1918 i Nyland. Det hade sitt högkvarter på Västankvarns gård i Ingå.
Västra Nylands bataljon bildades den 20 april 1918 under filosofen Väinö Fritiof Johanson efter det att den tyska Östersjödivisionen slagit ned motståndet i Nyland och den 12–13 april intagit Helsingfors. Från den 20 april till slutet av maj genomförde truppstyrkan straffexpeditioner i Nyland och Egentliga Finland och rensade områden från de röda. Bataljonen bestod huvudsakligen av finlandssvenska medlemmar av Svidja skyddskår i Sjundeå och Sigurds skyddskår i Kyrkslätt som tillfångatagits efter några dagars strider i februari 1918 vid Sigurds Gård i Kyrkslätt, där de belägrat sig. De var därefter krigsfångar på Svenska lyceum i Helsingfors och som befriats efter erövringen av Helsingfors.
Västra Nylands bataljon utförde arkebuseringarna i Västankvarn.. 
Dessa genomfördes efter summarisk krigsrätt med den då 26-årige poeten Erik Grotenfelt som ensam krigsdomare mellan 2 maj och 26 maj 1918. Grotenfelt tog senare sitt eget liv i april 1919.
Förbandet leddes av löjtnanten Edvard Ward och kompanichefer var Ivar Ståhle och Ivar Hast. De handlingar, som Västra Nylands bataljon gjorde sig skyldig till ingår i den vita terrorn i Finland och utgör i dagens språkbruk krigsförbrytelser. Så avrättades till exempel många kvinnor, bland andra sex kvinnor, av sammanlagt omkring 65 offer i Västankvarn.
Västra Nylands bataljon upplöstes den 6 juni 1918, då den ansågs ha löst sina uppgifter.